# Озерненська сільська рада (Ізмаїльський район)
Озе́рненська сільська́ ра́да — колишня адміністративно-територіальна одиниця та орган місцевого самоврядування в Ізмаїльському районі Одеської області. Адміністративний центр — село Озерне.

## Загальні відомості
Озерненська сільська рада утворена в 1945 році.
- Територія ради: 88 км²
- Населення ради: 5 558 осіб (станом на 2001 рік)

## Населені пункти
Сільській раді підпорядковані населені пункти:
- с. Озерне
- с. Новоозерне

## Населення
Згідно з переписом 1989 року населення сільської ради становило 5315 осіб, з яких 2577 чоловіків та 2738 жінок.
За переписом населення 2001 року в сільській раді мешкало 5549 осіб.

### Мова
Розподіл населення за рідною мовою за даними перепису 2001 року:
| Мова       | Відсоток |
| ---------- | -------- |
| румунська  | 93,18 %  |
| російська  | 3,36 %   |
| циганська  | 1,24 %   |
| болгарська | 0,9 %    |
| українська | 0,79 %   |
| гагаузька  | 0,23 %   |
| білоруська | 0,04 %   |
| вірменська | 0,02 %   |

## Склад ради
Рада складається з 30 депутатів та голови.
- Голова ради:
- Секретар ради: Карпов Юрій Сергійович

### Керівний склад попередніх скликань
| Прізвище, ім'я, по батькові | Основні відомості                      | Дата обрання | Дата звільнення |
| --------------------------- | -------------------------------------- | ------------ | --------------- |
| Козьма Григорій Васильович  | Сільський голова, 1982 року народження | 26.03.2006   | 31.10.2010      |

Примітка: таблиця складена за даними сайту Верховної Ради України

### Депутати
За результатами місцевих виборів 2010 року депутатами ради стали:

#### За суб'єктами висування
| Суб'єкт висування | Кількість обраних депутатів | %    |
| ----------------- | --------------------------- | ---- |
| Самовисування     | 28                          | 93,3 |
| Народна партія    | 2                           | 6,7  |

#### За округами
| № округу       | Прізвище, ім'я, по батькові     | Дата визнання обраним | Освіта             | Партійна приналежність | Відомості про обраного депутата                                                       |
| -------------- | ------------------------------- | --------------------- | ------------------ | ---------------------- | ------------------------------------------------------------------------------------- |
| Народна Партія |                                 |                       |                    |                        |                                                                                       |
| 19             | Гергі Світлана Федорівна        | 03.11.2010            | середня            | член Народної партії   | тимчасово не працює                                                                   |
| 24             | Кондря Кристина Віталіївна      | 03.11.2010            | вища               | член Народної партії   | тимчасово не працює                                                                   |
| Самовисування  |                                 |                       |                    |                        |                                                                                       |
| 1              | Карпов Юрій Сергійович          | 03.11.2010            | вища               | позапартійний          | Озернянська загальноосвітня школа, вчитель                                            |
| 2              | Кильчик Костянтин Маринович     | 03.11.2010            | середня спеціальна | позапартійний          | Ізмаїльське газове господарство, робітник                                             |
| 3              | Ігнат Василь Іванович           | 03.11.2010            | середня            | позапартійний          | приватний підприємець                                                                 |
| 4              | Кильчік Руслан Іванович         | 03.11.2010            | середня            | позапартійний          | приватний підприємець                                                                 |
| 5              | Зечу Петро Семенович            | 03.11.2010            | середня            | позапартійний          | тимчасово не працює                                                                   |
| 6              | Морару Ганна Павлівна           | 03.11.2010            | середня спеціальна | позапартійна           | Озернянська сільська рада, секретар                                                   |
| 7              | Жечев Андрій Іванович           | 03.11.2010            | вища               | позапартійний          | пенсіонер                                                                             |
| 8              | Марку Іван Петрович             | 03.11.2010            | вища               | позапартійний          | Озернянська загальноосвітня школа, вчитель                                            |
| 9              | Телеуця Іван Григорович         | 03.11.2010            | вища               | позапартійний          | тимчасово не працює                                                                   |
| 10             | Севастіан Ілля Севастіянович    | 03.11.2010            | середня            | позапартійний          | тимчасово не працює                                                                   |
| 11             | Баліка Феодора Василівна        | 03.11.2010            | середня            | позапартійна           | приватний підприємець                                                                 |
| 12             | Арику Галина Миколаївна         | 03.11.2010            | середня спеціальна | член Партії регіонів   | приватний підприємець                                                                 |
| 13             | Майдан Діана Степанівна         | 03.11.2010            | середня спеціальна | позапартійна           | Озернянська загальноосвітня школа, медичний працівник                                 |
| 14             | Войку Світлана Максимівна       | 03.11.2010            | вища               | позапартійна           | Озернянська загальноосвітня школа, вчитель                                            |
| 15             | Арнаут Ігнат Васильович         | 03.11.2010            | середня спеціальна | позапартійний          | Озернянська сільська амбулаторія, водій                                               |
| 16             | Мартинчук Сніжіна Петрівна      | 03.11.2010            | вища               | позапартійна           | Озернянська загальноосвітня школа, вчитель                                            |
| 17             | Кильчик Іван Маринович          | 03.11.2010            | середня спеціальна | позапартійний          | пенсіонер                                                                             |
| 18             | Баліка Михайло Ілліч            | 03.11.2010            | вища               | позапартійний          | Озернянська загальноосвітня школа, вчитель                                            |
| 20             | Морару Олег Прокопович          | 03.11.2010            | вища               | позапартійний          | Озернянська загальноосвітня школа, вчитель                                            |
| 21             | Кильчик Марат Іванович          | 03.11.2010            | середня            | позапартійний          | Озернянська сільська амбулаторія, охоронець                                           |
| 22             | Севастіян Ніна Федорівна        | 03.11.2010            | вища               | позапартійна           | Озернянська загальноосвітня школа, вчитель                                            |
| 23             | Войку Іван Пилипович            | 03.11.2010            | вища               | позапартійний          | Ізмаїльський технікум механізації та електрифікації сільського господарства, викладач |
| 25             | Моску Григорій Іванович         | 03.11.2010            | середня спеціальна | позапартійний          | Ізмаїльське газове господарство, робітник                                             |
| 26             | Баліка Марія Іванівна           | 03.11.2010            | середня            | позапартійна           | Озернянська сільська рада, начальник ВОС                                              |
| 27             | Вершков Володимир Володимирович | 03.11.2010            | середня спеціальна | позапартійний          | пенсіонер                                                                             |
| 28             | Щука Євдокія Петрівна           | 03.11.2010            | середня спеціальна | позапартійна           | Озернянська сільська рада, бухгалтер                                                  |
| 29             | Баліка Віталій Петрович         | 03.11.2010            | середня            | позапартійний          | тимчасово не працює                                                                   |
| 30             | Тарай Петро Дмитрович           | 03.11.2010            | середня            | позапартійний          | тимчасово не працює                                                                   |